# El Impenetrable
En Argentine, on appelle Impenetrable ou El Impenetrable une grande région vierge de 6 000 000 d'hectares, située dans la plaine du Chaco occidental, au nord-ouest de la province du Chaco. Elle comprend aussi une partie de la province de Salta, de la province de Santiago del Estero, et de celle de Formosa. Elle est délimitée par le Río Teuco, et le Río Bermejo et traversée par le Bermejito. À la fin du XIXe siècle, les Tobas s'y étaient réfugiés.
On trouve au sein de l'Impenetrable un parc protégé, le parc provincial Loro Hablador (ou Parc provincial du Perroquet parleur), espèce de guacamayo d'Amérique du Sud.
Une dépêche de cette région communique au étendu  parc national  argentin  en conséquence dénommé : Parc national El Impenetrable.

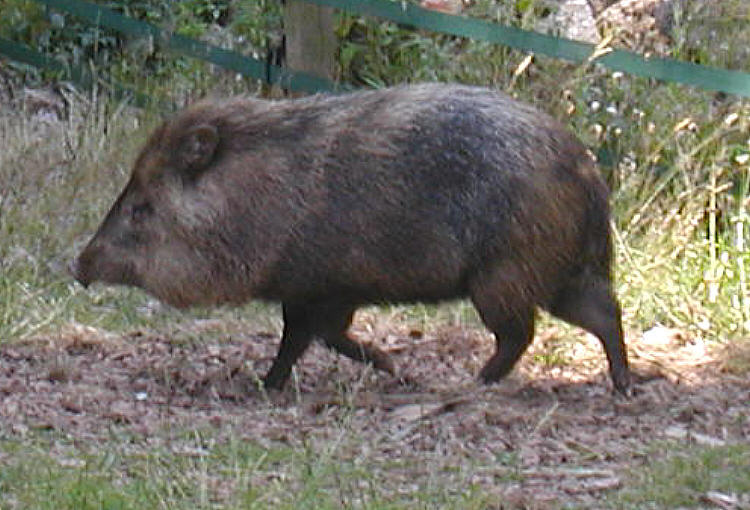
Pécari.

## Climat
Il est subtropical, sec en été et en hiver, pluvieux au printemps et en automne. Sa température oscille entre 23º et 47º en été, et entre 6º et 19º en hiver.

## Flore

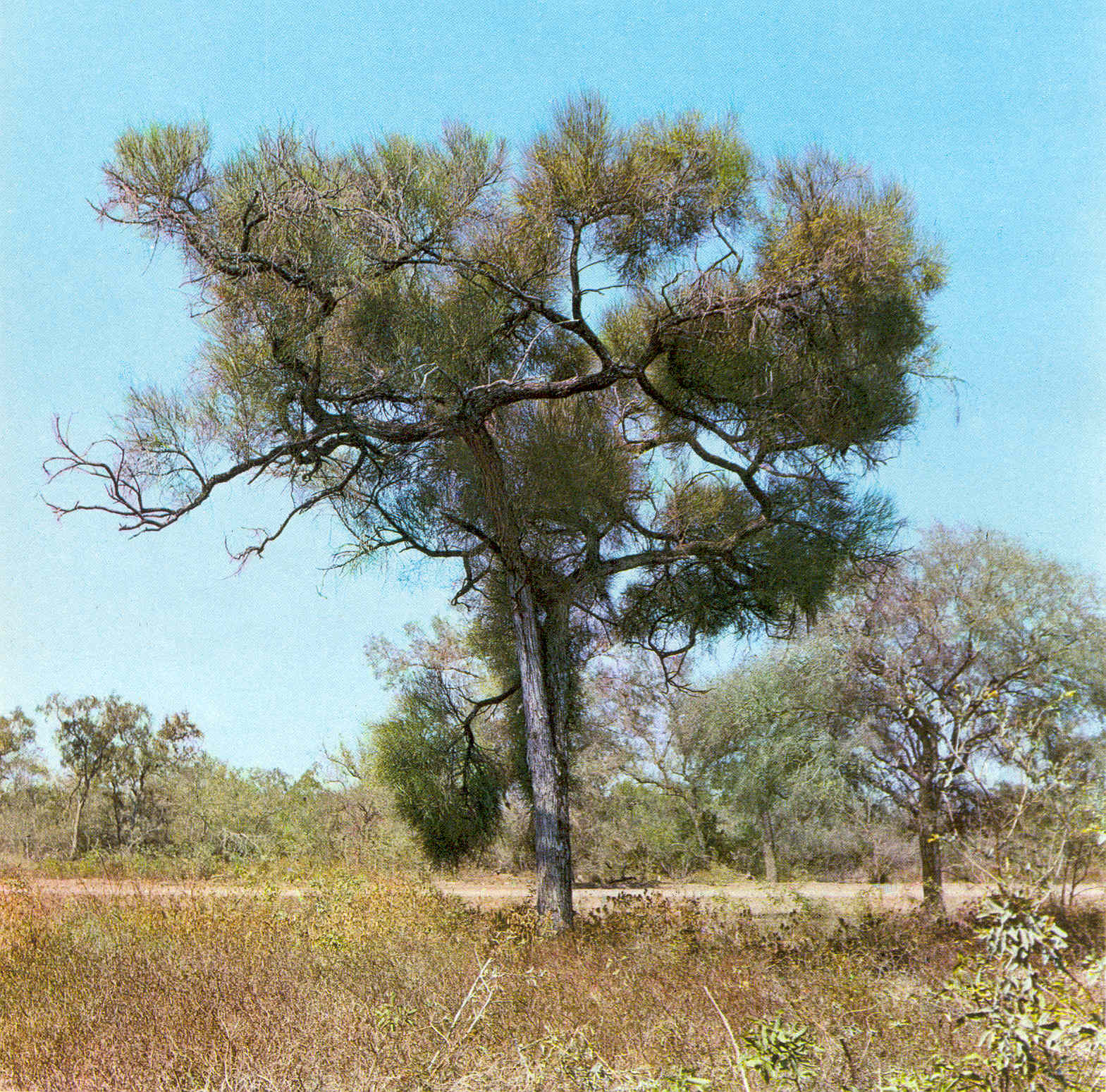
Prosopis kuntzei.

L' impenetrable présente des arbres durs et d'abondants épineux, de grands cactus arborescents du genre cereus, très ramifiés qui dépassent les 3 mètres de haut. On y trouve aussi des lianes et plusieurs genres d'orchidées. Des arbres comme le quebracho coloré et blanc, l'algarrobo (prosopis nigra et prosopis alba, le palo santo, l'urunday (ou astronium balansae), 
le prosopis kuntzei ou ítin, le "guayacán" (tabebuia et caesalpinia), le palo borracho, quelques butia yatay et aromos ainsi que des frênes.

## Faune

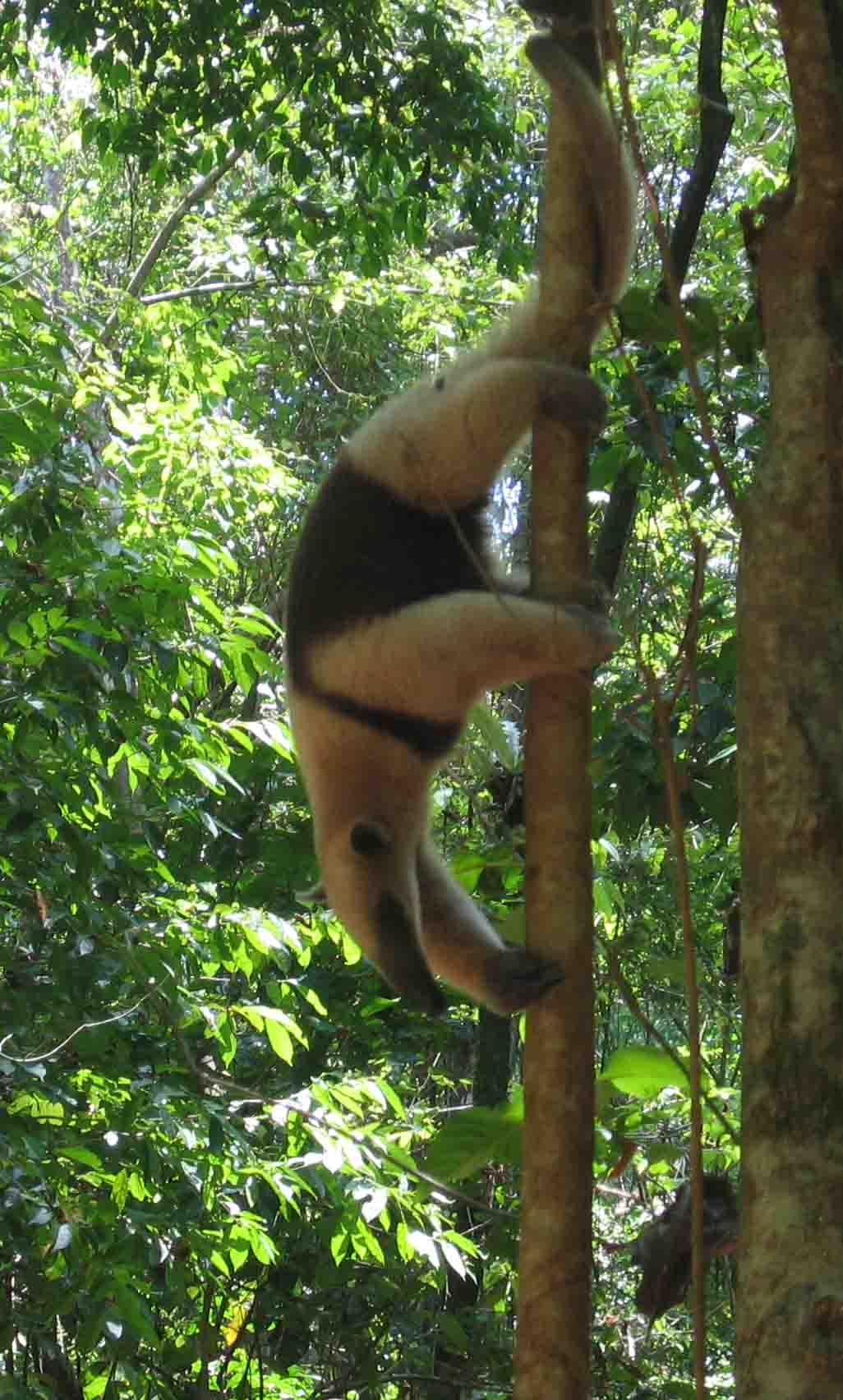
Tamandua ou Oso melero.

On y trouve plusieurs espèces protégées, des espèces comme le tatou mulita, le daguet gris, le pécari (catagonus wagneri), le puma, le jaguar ou yaguareté, le tatou carreta ou cabassou chacoensis, le 
tamandua ou oso melero et les fourmiliers et  tamanoirs, le tapir. Il y a aussi une grande quantité d'oiseaux tropicaux, certains en franche menace d'extinction, comme l'ortalis canicollis ou charata, le chajá ou chauna torquata, les perroquets aras, les colombes de montagne, etc.